# Gradišče (Tišina)
Gradišče (Hongaars: Muravárhely) is een plaats in Slovenië en maakt deel uit van de gemeente Tišina in de NUTS-3-regio Pomurska. De plaats telde 296 inwoners op 1 januari 2020.